# Halaf al-Ahmar
Halaf al-Ahmar (arab betűkkel خلف الأحمر – Ḫalaf al-Aḥmar, „a vörös Halaf”), teljes nevén Abu Muhzin Halaf ibn Hiján (arabul أبو محرز خلف بن حيان – Abū Muḥzin Ḫalaf ibn Ḥiyān; ? – Kúfa, 796/800 körül) török származású arab filológus, költő.
Fergánai török hadifogoly leszármazottja volt. Kúfában, Irakban élt, az úgynevezett kúfai filológus iskola egyik legnevesebb képviselője volt. Tanítványai közé tartozott a kiváló költő, Abu Nuvász is.
Élete folyamán sok olyan, az iszlám előtti időszakból származó verset gyűjtött össze, amelyeket ezt megelőzően csak a szájhagyomány őrzött, és maga is tehetséges költőnek bizonyult. Ezt bevallottan arra használta fel, hogy régi, beduin stílusú költeményeit, amelyek valóban megkülönböztethetetlenek voltak az eredeti művektől, régi költők nevében adja közre. Különösen a Sanfarának tulajdonított Lámijját al-arabról (Az arabok L-re rímelő ódája) és Taabbata Sarran legszebb verseiről tartják azt, hogy igazából az ő munkái. Amennyiben ez igaz, a legnagyobb arab költők közt van a helye.